# Магнус VI
Магнус VI Лагабьоте (на старонорвежки: Magnús Hákonarson; на норвежки: Magnus Håkonsson), наричан Лагабьоте - Законодателят заради модернизацията на норвежки: Magnus Lagabøte), е крал на Норвегия от 1263 до 1280 г.

## Управление
През май 1257 г. след смъртта на по-големия си брат Хокон Младия, който управлявал заедно с баща им Хокон IV Хоконсон, Магнус Лагабьоте заема неговото място и става съуправител и наследник на баща си. На 11 септември 1261 г. се жени за Ингеборг Ериксдатер Датска, дъщеря за датския крал Ерик IV, а три дни по-късно, на 14 септември 1261 г., двамата са короновани в Берген. През 1263 г. след смъртта на Хокон Хоконсон, Магнус е провъзгласен за крал.
Магнус Лагабьоте остава в историята като реформатор на правото и законодател. Като резултат от започнатата още от баща му и целенасочено провеждана и от него самия ревизия на законниците на отделните регионални събрания (Тингове), през 1274 г. Магнус Лагабьоте създава единен за страната законник. По смисъла на този законник старата Nordvegr (Норвегия) се преобразува в Norges konges rike (Кралство Норвегия), в което кралят е не само държавен глава и владетел, но преди всичко е единен законодател и висш съдник. Едновременно с това той променил и правилата за наследяване на трона – оттук насетне монархът лично определял кой ще го наследи докато дотогава това се определяло от представителите на селяните. Също толкова важни закони приема Лагабьоте през 1276 г. и по отношение на търговията и регулацията на градския живот като предоставя редица привилегии на Ханзата – съюза на търговските гилдии.
Магнус Лагабьоте умира на 9 май 1280 г. в Берген и е наследен от сина си Ейрик II Магнусон.

## Семейство
От съпругата си Ингеборг Ериксдатер Датска Магнус Лагабьоте има четири деца, от които само две доживяват до пълнолетие:
- Олаф (1262-1267);
- Магнус (1264—1264);
- Ейрик II Магнусон (1268—1299), крал на Норвегия (1280—1299)
- Хокон V Магнусон (1270—1319), крал на Норвегия (1299—1319).